# Mogadouro de Baixo
Mogadouro de Baixo é uma aldeia portuguesa pertencente à Freguesia de Santiago da Guarda  que pertence ao Município de Ansião do Distrito de Leiria. Esta aldeia faz parte da região Centro de Portugal e mais especificamente pertence à sub-região chamada Pinhal Litoral. Esta grande aldeia está subdividida em duas regiões que se chamam Mogadouro de Baixo e Mogadouro de Cima. Esta aldeia, tem de total cerca de 800 habitantes.

## História
Mogadouro foi fundado pelos mouros, mas não se sabe ao certo em que ano foi fundado. Neste tempo Mogadouro era uma terra com bastante pouca água. Havia uma fonte onde se encontrava a única água nesta terra, os mogadourenses consideravam esta água como ouro, por ser a única existente naquela zona.

## Cultura
Nesta aldeia existe uma igreja não muito grande que foi inaugurada em 1 de Novembro do ano de 1954 sendo no ano de 2009 sido alvo de
melhorias e de obras para a preservação da igreja. Nesta capela comemora-se todos os anos a festa que ocorre em Agosto no fim de semana da primeiro ou segunda semana do mês em nome de Santo António e Nossa senhora da Conceição.
Contudo existe também uma festa do povo que se realiza sempre no fim de semana da segunda semana de setembro que coincide exatamente com o início das aulas. Esta festa normalmente dura de sexta até domingo e nela realiza-se bailes que começam às 23 horas e duram até às 6 horas da manhã. 
Como tradição realiza-se também a morte de um javali na madrugada de sábado e no domingo realiza-se
sempre uma típica Garraida desta região onde se soltam touros por uma rua chamada Carrasqueira. Nesta garraiada várias pessoas pegam os touros cada ano existe uma diversão dentro do recinto.

## Desporto
Nesta pequena terra não existem quaisquer clubes, existindo apenas aulas de dança que ocorrem semanalmente às segundas-feiras na antiga
escola básica do Mogadouro de Baixo.
Existe também uma garraiada que decorre nas festas do povo, não sendo praticamente um desporto apesar de pode ser considerado como tal.

## Património
No Mogadouro de Baixo existe apenas: 
- Capela de Mogadouro de Baixo;
- Fonte Moura.